# Mastberg und Innersteaue

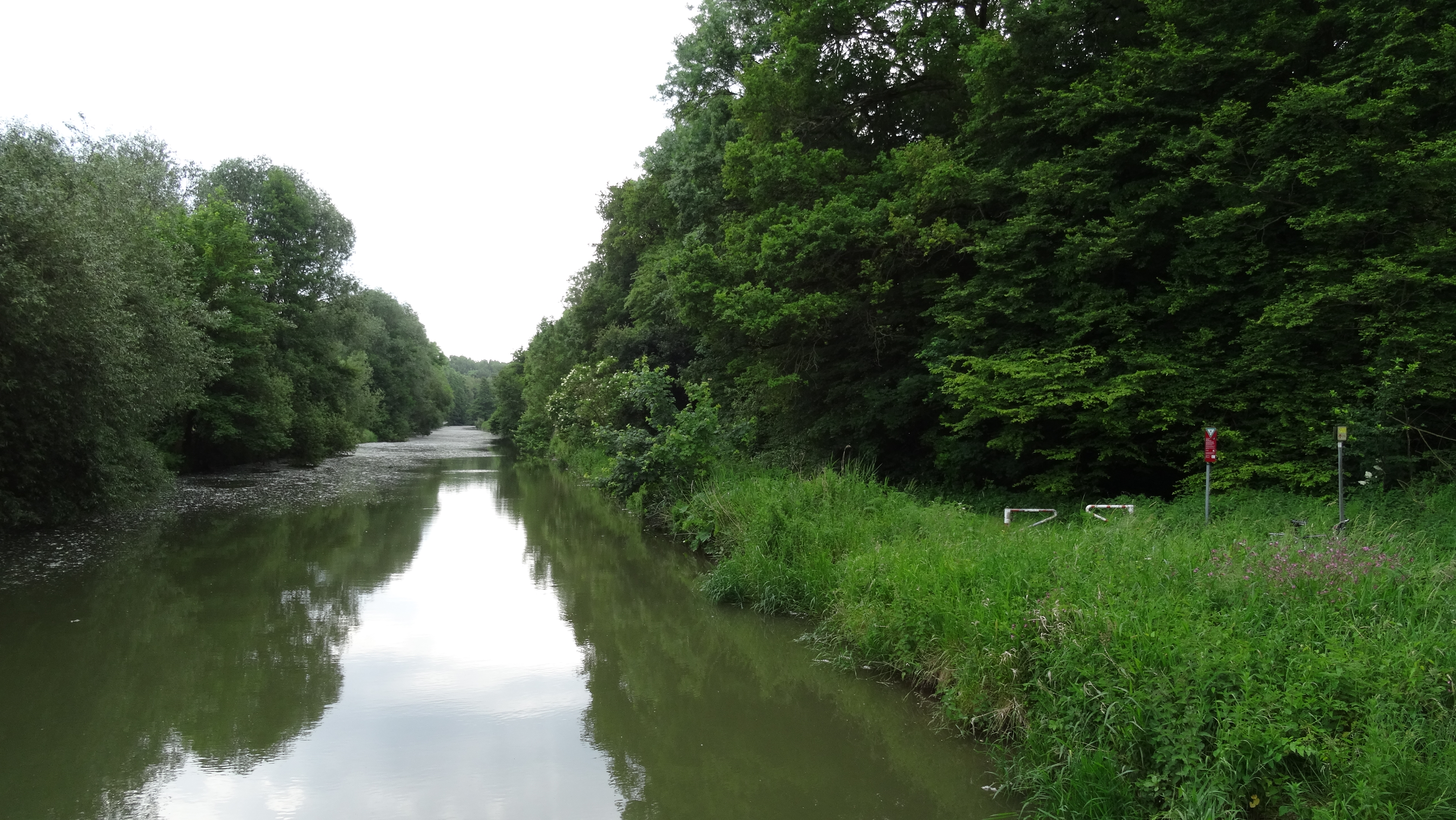
Innerste im NSG

Mastberg und Innersteaue ist ein Naturschutzgebiet in der niedersächsischen Stadt Hildesheim.
Das Naturschutzgebiet mit dem Kennzeichen NSG HA 134 ist 37 Hektar groß. Es ist vollständig Bestandteil des FFH-Gebietes „Haseder Busch, Giesener Berge, Gallberg, Finkenberg“. Im Norden grenzt es direkt an das Naturschutzgebiet „Haseder Busch“, im Westen an das Naturschutzgebiet „Lange Dreisch und Osterberg“.
Das Naturschutzgebiet liegt im Norden der Stadt Hildesheim westlich des am Stichkanal Hildesheim gelegenen Hildesheimer Gewerbegebietes Hafen. Es stellt einen Abschnitt der Innersteaue am Fuße des Mastbergs und den Mastberg unter Schutz.
In der Flussaue sind östlich der Innerste Grünlandflächen zu finden, die aufgrund hoher Grundwasserstände relativ extensiv als Feuchtwiesen genutzt werden. Der Flusslauf wird von naturnahen Auwaldresten begleitet. Im Norden befindet sich ein Altarm. Ferner sind Flutmulden, Flutrasen, Hochstaudenfluren und Seggen- und Röhrichtgesellschaften zu finden.
Der Mastberg, der aus Gesteinen des Keupers besteht, wird von einem Eichen-Hainbuchenwald bedeckt, der aus einer ehemaligen Mittelwald- und Waldweidennutzung hervorgegangen ist.
Am Westrand des Waldes befindet sich ein Bestand von Schneitelhainbuchen. Zum Erhalt des kulturhistorischen Wirtschaftswaldes wird die frühere Mittelwald- und Schneitelnutzung heute durch Pflegemaßnahmen der Niedersächsischen Landesforsten ersetzt.
Im Norden des Schutzgebietes befinden sich bronze- und eisenzeitliche Hügelgräber.
Das Gebiet steht seit dem 31. Januar 2008 unter Naturschutz. Es ersetzt das zum 26. Januar 1989 ausgewiesene Naturschutzgebiet „Innersteaue unter dem Mastberg“. Zuständige untere Naturschutzbehörde ist die Stadt Hildesheim.

## Naturerlebnisgebiet Kleeblatt
Das Naturschutzgebiet ist Teil des Naturerlebnisgebietes Kleeblatt, das sich im Norden Hildesheims und Teilen der Gemeinde Giesen zwischen Osterberg und Innerste erstreckt. Es umfasst die Naturschutzgebiete „Haseder Busch“, „Mastberg und Innersteaue“, „Lange Dreisch und Osterberg“ und „Giesener Teiche“ und die Giesener Berge und ist in vier Themenbereiche unterteilt: „Wasserwelt“ (Naturschutzgebiet „Haseder Busch“), „Weidewald“ (Naturschutzgebiet „Mastberg und Innersteaue“), „Offene Weide“ (Naturschutzgebiet „Lange Dreisch und Osterberg“) und „Erdzeitreise“ (Naturschutzgebiet Giesener Teiche und Giesener Berge).